# نیکولایفکا (استان بلگورود)
نیکولایفکا (انگلیسی: Nikolayevka) یک شهرک در بخش آلکسیفسکی استان بلگورود کشور روسیه است.